# La Sofía
La Sofía es un paraje de la provincia de Buenos Aires, Argentina, perteneciente al partido de Carlos Casares.
Se encuentra a 24 km al sudeste de la ciudad de Carlos Casares.

## Población
Cuenta con 12 habitantes (Indec, 2010), lo que no representa cambio significativo respecto a los 13 habitantes (Indec, 2001) del censo anterior.
| Gráfica de evolución demográfica de La Sofía entre 1991 y 2010 |
|                                                                |
| Fuente: Censos nacionales del INDEC                            |